# Turdinule des Philippines
Ptilocichla mindanensis
Espèce
Statut de conservation UICN

 LC  : Préoccupation mineure
La Turdinule des Philippines (Ptilocichla mindanensis) est une espèce de passereaux de la famille des Pellorneidae.

## Répartition
Elle est endémique aux Philippines.

## Habitat
Elle habite les forêts humides tropicales et subtropicales.